# Astragalus vallaris
Astragalus vallaris är en ärtväxtart som beskrevs av Marcus Eugene Jones. Astragalus vallaris ingår i släktet vedlar, och familjen ärtväxter. Inga underarter finns listade i Catalogue of Life.